# إمارات الأناضول

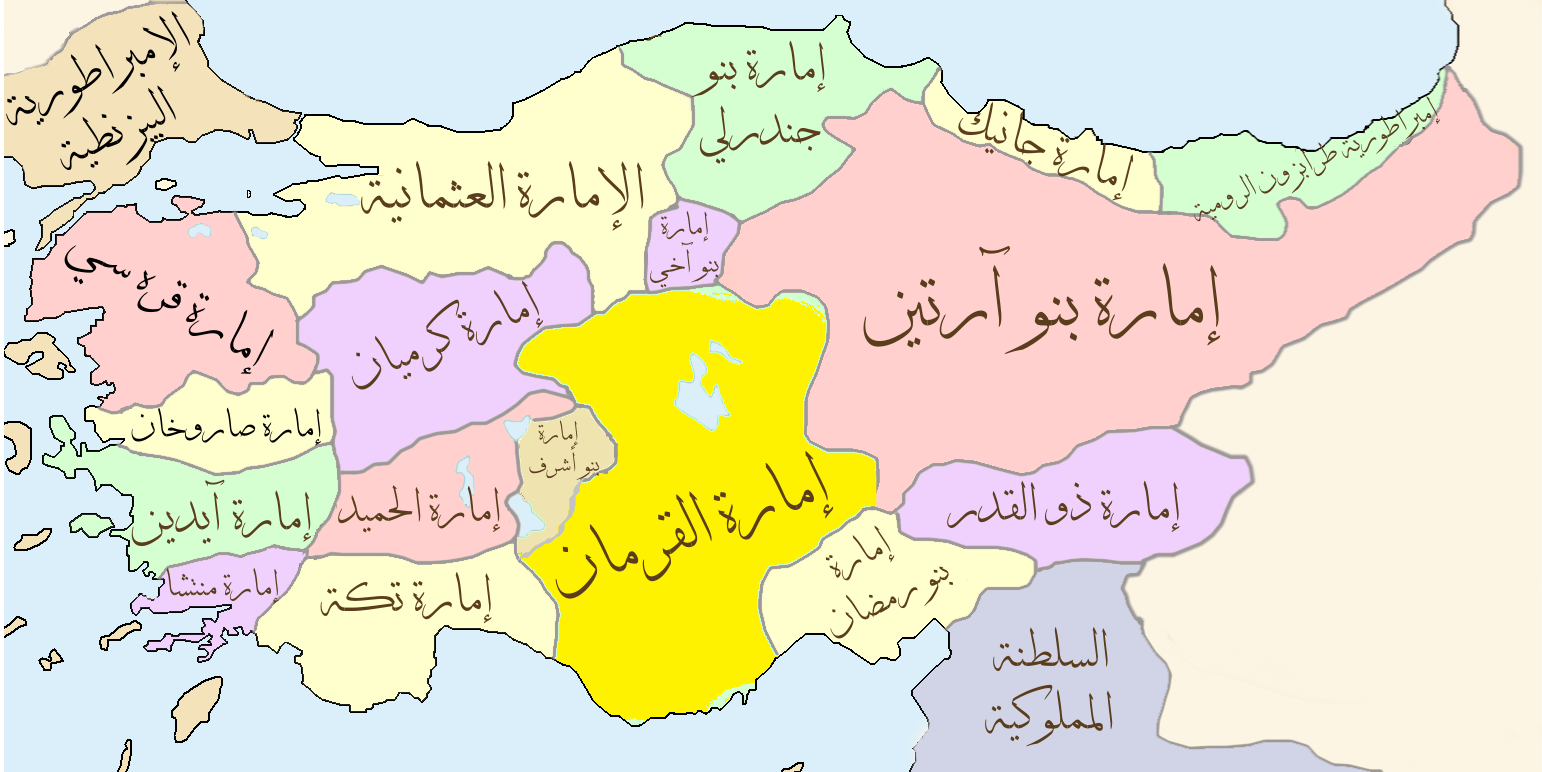
خريطة تظهر إمارات الأناضول.

إمارات الأناضول وهي إمارات تركية صغيرة وجدت ضمن فترتين في الأناضول، الفترة الأولى كانت في القرن الحادي عشر بعد معركة ملاذكرد أما الفترة الثانية فقد ازداد فيها عدد الإمارات مع اضمحلال دولة سلاجقة الروم في القرن الثالث عشر.

## التاريخ

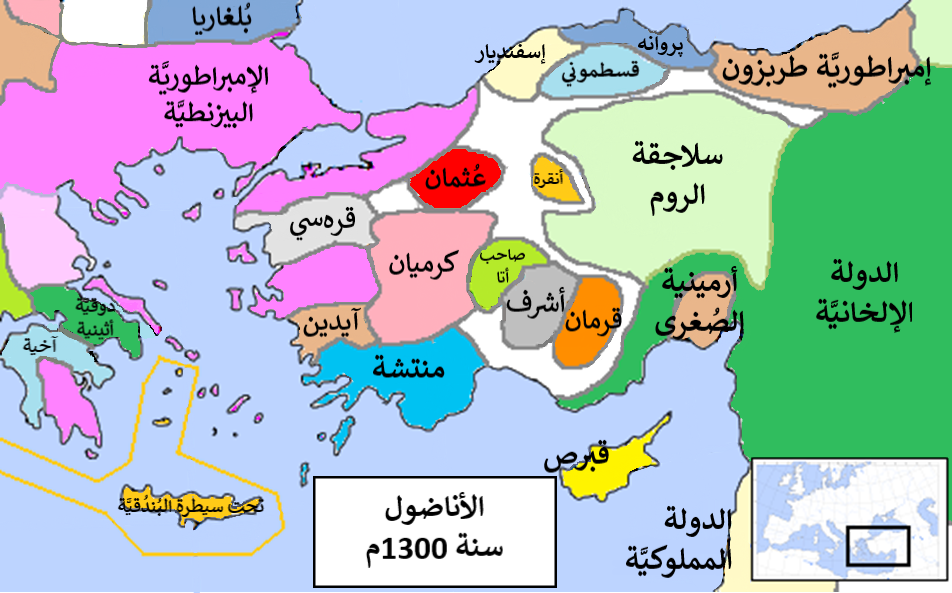
الإمارات في الأناضول مع عام 1300.

بعد انتصار السلاجقة عام 1071م على الإمبراطورية البيزنطية في معركة ملاذكرد وفتح الأناضول، بدأت قبائل الترك الغزيين (الأوغوز) باستيطان أراضي الأناضول (تركيا حاليا)، وركز سلاطين السلاجقة سلطتهم في قونية ووظفوا هذه القبائل بشكل خاص في الأماكن الحدودية من خلال نظام تعيين «أمراء الحدود» (بالتركية: Uç beyi) الذين كانوا يقاتلون ضد الإمبراطورية البيزنطية المسيحية خارج حدود الدولة الإسلامية، للتأكد من سلامتهم من البيزنطيين. حكم هذه العشائر أمراء لُقِّبوا «بمحافظي الحدود» وكانوا يتلقون معونات عسكرية ومادية من السلاجقة مقابل خدماتهم ويدينون بالولاء للدولة السلجوقية.
ومع بدأ الغزو المغولي من الشرق إضمحلت سلطة سلاجقة الروم لتحل محلها قوة وسلطة الإيلخانات المغول. بدأ المغول بتشجيع الأمراء على إعلان استقلاليتهم عن سلطان السلاجقة، تبع ذلك سقوط قونية عاصمة السلاجقة. تجمع العديد من الأتابكة الترك والفرس الفارين من المغول وبدأوا بغزو الأراضي البيزنطية وأسسوا إمارات هناك. ومع ضعف الإمبراطورية البيزنطية بدأ أمراء الأناضول بهضم المزيد من المدن في آسيا الصغرى والأجزاء الغربية من الأناضول، ونتج عن ذلك تأسيس العديد من الإمارات في المناطق الغربية من الأناضول والتي كانت مكان نزاع كبير بين الأمراء والسلطة البيزنطية وجنود فرسان الهيكل والأمراء الآخرين.
مع بداية القرن الرابع عشر نجح أمراء الأناضول من الوصول إلى شواطئ بحر إيجة، وهو ماتمكن منه السلاجقة سابقاً. كانت أقوى الإمارات في البداية هم القرمان وكرمايان والذين كانوا يتمركزوا في المنطقة الوسطى، في حين أن عائلة بني عثمان والذين أسسوا لاحقاً الإمبراطورية العثمانية كانو يسيطروا على منطقة عديمة الأهمية في الشمال الغربي حول سوغوت. امتدت على طول بحر إيجة من الشمال إلى الغرب الإمارات التالية: بنو قرا صي وبنو صاروخان وبنو آيدين وبنو منتشا وبنو تكة. كما حكم بنو جاندار منطقة البحر الأسود الواقعة بين قسطموني وسينوب.
تمكن عثمان بن أرطغرل أمير بني عثمان من التوسع على حساب الإمبراطورية البيزنطية في غرب وجنوب بحر مرمرة خلال العقود الأولى من القرن الرابع عشر، وقد انضم إليه جاره أمير بنو قرا صي ليصلوا إلى مناطق الروملي في سنة 1354. ليتولى العرش ابنه ليظهر كأقوى منافس للقرمان في المنطقة. ومع نهاية القرن الرابع عشر تمكن العثمانيون من كسب المزيد من البلدات إما بغزوها أو عن طريق شراءها أو عقد التحالفات والمصهرات. اعتدى القرمان أكثر من مرة على العثمانيين بمساعدة المماليك وآق قويونلو والبنطس والمجريون، لكنهم أخفقوا في كل مرة مما أدى إلى تناقص سلطتهم. بحلول نهاية هذا القرن، احتل العثمانيون أجزاء واسعة من الأراضي القرمان وغيرهم من الإمارات.لكن هذا الاحتلال استمر لفترة وجيزة وتمكن القرمان من استعادة أراضيهم بعد هزيمة العثمانيون من تيمورلنك في معركة أنقرة سنة 1402.
لكن سرعان ما تمكن العثمانيون من استعادة قوتهم وإعادة جميع الأراضي والتي فقدوها خلال 25 سنة إلى ملكهم بقيادة محمد الأول وابنه مراد الثاني. كانت نهاية القرمان على يدي محمد الفاتح الذي نجح من غزو أراضيهم وجعل كل الأناضول تحت حكم العثمانيين. في حين اتم سليم الأول وابنه سليمان القانوني وحتى عام 1534 من ضم جميع الأراضي التركية حالياً إلى الملك العثماني.

## إمارات الفترة الأولى
وهم الإمارات التي وجدت بعد معركة ملاذكرد
| اسم الإمارة                                      | العاصمة                   | فترة الحكم              |
| زاخاس                                            | إزمير                     | 1081–1098               |
| شاهات الأرمن (ويسمون أيضا بنو سكمان وشاهات خلاط) | أخلاط                     | 1085–1207               |
| أرتقيون                                          | حصن كيفا، ماردين، إيلازيغ | سقطت آخر إمارة سنة 1409 |
| دانشمنديون                                       | سيواس                     | 1071–1178               |
| بنو ديلمتش                                       | بدليس                     | 1085 - 1398             |
| بنو إينال                                        | ديار بكر                  | 1095–1183               |
| منكوجكيون                                        | إرزينجان، فيما بعد ديركي  | 1072–1277               |
| بنو سلدق                                         | أرضروم                    | 1072–1202               |

## إمارات الفترة الثانية
ظهر ت إمارات الفترة الثانية بعد ضعف حكم سلاجقة الروم نتيجة معركة جبل كوسي
| اسم الإمارة                                   | العاصمة                                                        | فترة الحكم               |
| علائية                                        | ألانيا                                                         | 1293-1471 تابعين للقرمان |
| بنو آيدين                                     | بيرغي، فيما بعد آية سلجق                                       | 1300–1425                |
| إمارة جانق                                    | سامسون- أماصيا                                                 | ?-1460-                  |
| بنو جاندار (اسموهم العثمانيون أولاد إسفنديار) | إلفاني، فيما بعد قسطموني، بالآخر سينوب                         | 1291–1461                |
| بنو شيان                                      | قسطموني                                                        | 1211–1309                |
| بنو ذو القدر                                  | البستان، فيما بعد مرعش                                         | 1348–1507                |
| بنو آرتين                                     | سيواس، فيما بعد قيسرية                                         | 1335–1390                |
| إرزينجان                                      | إرزينجان                                                       | 1379–1410                |
| بنو أشرف                                      | بيشهر                                                          | 1285–1326                |
| كرمايان                                       | كوتاهيا                                                        | 1300–1429                |
| بنو حميد                                      | إغرديد                                                         | 1300–1391                |
| قاضي برهان الدين                              | سيواس                                                          | 1381–1398                |
| القرمان                                       | قرمان                                                          | 13th century - 1487      |
| بنو قرا صي                                    | باليكسير، فيما بعد بيرغاما وشنق قلعة                           | 1296–1357                |
| أمراء لادق (أمراء دكزلي أو دنزلي)             | دينيزلي                                                        | 1262–1391                |
| بنو منتشا                                     | ميلاس                                                          | 1261–1424                |
| بنو عثمان (فيما بعد الإمبراطورية العثمانية)   | سوغوت، فيما بعد بورصا ثم ديموتيقة (4 سنوت) ثم أدرنة ثم إسطنبول | 1299-1922                |
| بنو بروانة                                    | سينوب                                                          | القرن الثالث عشر         |
| بنو رمضان                                     | أضنة                                                           | 1352–1608                |
| بنو صاحب أتا                                  | أفيون قره حصار                                                 | 1275–1341                |
| بنو صاروخان                                   | مانيسا                                                         | 1300–1410                |
| بنو تكة                                       | أنطاليا، ثم كوكوتيلي                                           | 1321–1423                |